# Hunsriqueano rio-grandense
O hunsriqueano rio-grandense (também conhecido como hunsrik, Hunsrickisch ou Hunsrückisch) é uma língua germânica, derivada do dialeto Hunsrückisch. É considerada, desde 2012, como parte integrante do patrimônio histórico e cultural do estado do Rio Grande do Sul e, desde 2016, como patrimônio cultural imaterial do estado de Santa Catarina. Também é considerada língua cooficial nos municípios de Antônio Carlos (SC), Barão (RS), Ipumirim (SC), Ouro (SC), Santa Maria do Herval (RS) e São João do Oeste (SC).
No Brasil, o hunsrik é falado em algumas regiões dos estados de Espírito Santo, Rio Grande do Sul e Santa Catarina. A lingua é falada também em algumas regiões do Nordeste da Argentina e do Sudeste do Paraguai.

## História

### Na Alemanha

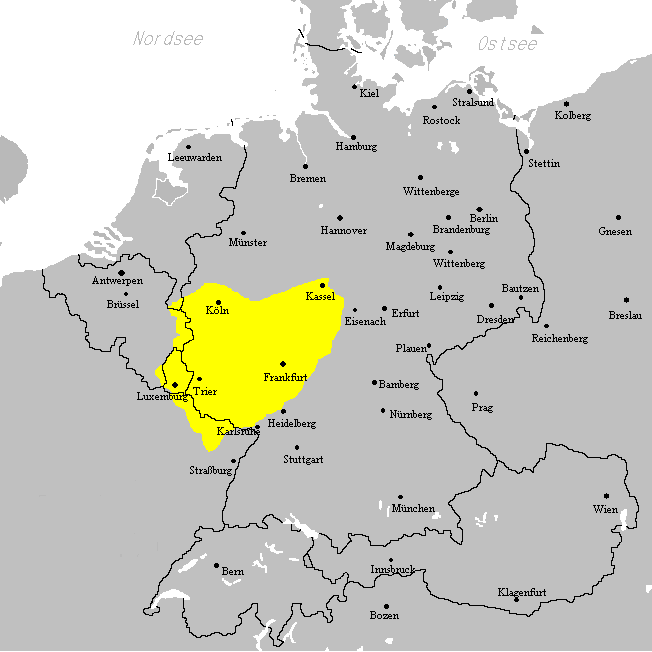
O hunsriqueano faz parte dos dialetos francônios falados no sudoeste da Alemanha

O dialeto Hunsrückisch, do qual o hunsrik derivou, tem origem nos dialetos francônio-renano e francônio-moselano falados na região do Hunsrück, às margens dos rios Reno e Mosela, no oeste da Alemanha. A Alemanha, enquanto Estado-nacional, apenas se unificou em 1871, portanto o alemão-padrão hoje existente era, até o século XIX, uma língua literária, criada por Martinho Lutero na sua famosa tradução da Bíblia. O povo alemão, no seu dia a dia, não usava o alemão-padrão para se comunicar, mas diversos dialetos regionais.
Até por volta de 1800, o alemão-padrão foi principalmente uma língua escrita na Alemanha. O alemão-padrão era, muitas vezes, aprendido como língua estrangeira e tinha pronúncia incerta. Com o processo de unificação do país e com a alfabetização em massa da população, o alemão-padrão passou a ser a língua usada para os falantes de diferentes dialetos se entenderem, embora os dialetos regionais tenham-se mantido como língua do lar.

### No Brasil
Com a imigração alemã no Brasil, no decorrer dos últimos dois séculos, os dialetos alemães também vieram a se estabelecer como uma língua regional. Porém, algo curioso aconteceu: enquanto na Alemanha o alemão-padrão serviu para os falantes de diferentes dialetos poderem se comunicar, no Brasil, devido à ainda incipiente consolidação do alemão-padrão quando do início da imigração, esse papel foi desempenhado por um dialeto, o hunsriqueano. Existem duas hipóteses para esse fenômeno. A primeira porque a maioria dos imigrantes teriam vindo do Hunsrück, portanto seu dialeto predominou. A segunda porque o hunsriqueano apresenta traços intermediários entre os diferentes dialetos alemães, portanto serviu como um coiné entre falantes de vários dialetos. O que se sabe é que os imigrantes alemães no Brasil eram provenientes de diversas partes da Alemanha, portanto, os brasileiros falantes de hunsriqueano não necessariamente descendem de pessoas oriundas do Hunsrück.

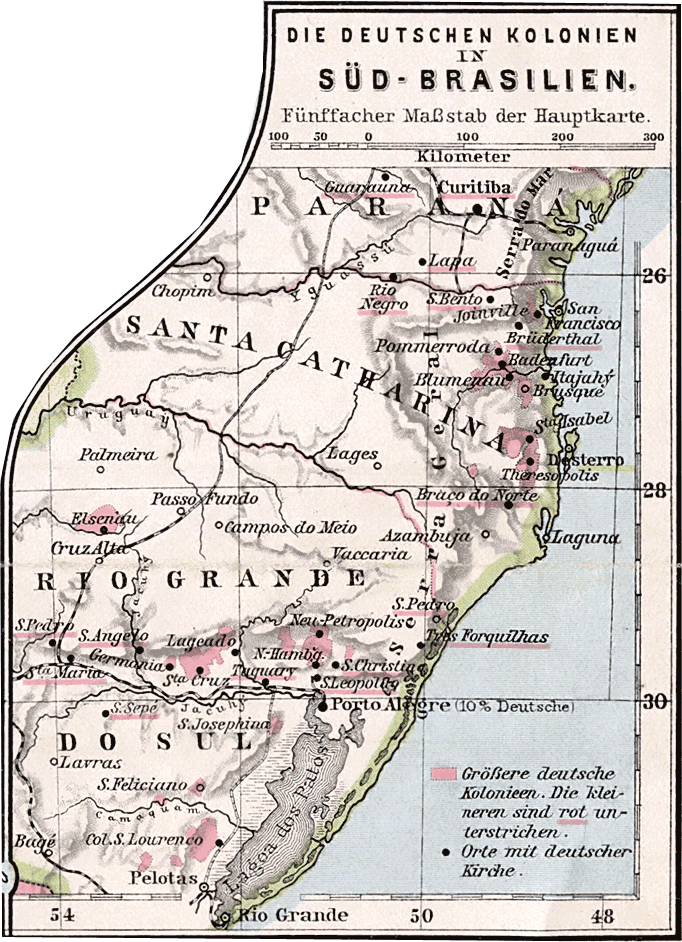
Mapa mostrando a dispersão das colônias alemãs no Sul do Brasil, em 1905.

Nessas comunidades alemãs, o dialeto hunsriqueano manteve-se, durante várias décadas, como a língua principal de comunicação. As colônias alemãs no Sul formaram-se, normalmente, em regiões de floresta despovoadas ou habitadas por índios, que foram expulsos para a chegada dos imigrantes. Devido a esse isolamento, os alemães conseguiram criar uma "ilha linguística", na qual o alemão era a língua principal, e não o português. No início do século XX, havia centenas de milhares de teuto-brasileiros de segunda e de terceira geração que mal conseguiam falar o português. Essa diferenciação favorecia o sentimento de grupo minoritário, que se aliava à formação de instituições étnicas sólidas, como escolas, igrejas, associações sociais e uma imprensa em língua alemã. Todos esses elementos combinados promoviam um sentimento geral de "grupo cultural".
Em 1930, havia 2.500 escolas étnicas no Brasil. Dessas, 1.579 eram de imigrantes alemães. Nessas escolas, as crianças aprendiam o alemão-padrão difundido na Alemanha. Esse isolamento linguístico e cultural foi combatido de forma agressiva pelo governo nacionalista de Getúlio Vargas, por meio da campanha de nacionalização. Todas as escolas alemãs no país foram fechadas, aniquilando o meio-escolar teuto-brasileiro. O alemão-padrão aprendido na escola foi, assim, eliminado, enfraquecendo muito o uso do alemão nos centros urbanos, o qual passou a ficar limitado à zona rural. Pessoas eram hostilizadas e agredidas caso falassem alemão na rua. A polícia fiscalizava a vida privada das pessoas, invadindo as casas para queimar livros escritos em alemão, ou outras línguas que não fossem o português. Muitas pessoas foram presas pelo simples fato de falarem alemão. Em 1942, 1,5% dos habitantes de Blumenau foram encarcerados por falar alemão. O fechamento das escolas fez com que as pessoas se apegassem cada vez mais ao dialeto alemão usado no dia a dia, distante do alemão-padrão.

## Oficialização e Reconhecimento
A língua possui nível cooficial em algumas cidades do Brasil, com ênfase para a oficialização e o reconhecimento dado à lingua na região Sul. No estado no Rio Grande do Sul, o Hunsrik é considerado como língua cooficial no município de Santa Maria do Herval desde 2009, sendo a cidade chamada por quase toda a população local de Teewald, nome da cidade em Hunsrik. Em 2021, devido a influência na formação histórica e cultural, o município de Barão também reconheceu o Hunsrik com língua cooficial em seu território através da Lei nº 2451.
No estado de Santa Catarina, a língua é considerada cooficial no município de Antônio Carlos, desde 2010, por meio da Lei Legislativa 132/2010 e no município São João do Oeste desde 2016 com a publicação da Lei Nº 1685. Em 2020, o município de Ipumirim também reconheceu a cooficilidade através da Lei n° 1868.
Apesar de não oficializada em alguns estados e municípios, a língua também possui reconhecimento de alguns desses entes federativos no Brasil. Desde 2012, o estado do Rio Grande do Sul reconhece oficialmente a língua como parte integrante do patrimônio histórico e cultural do estado com a publicação da Lei N.º 14.061/2012. Desde 2016, o estado de Santa Catarina declara a língua como patrimônio cultural imaterial do estado com a publicação da Lei Nº 16.987/2016. O município de São Pedro de Alcântara também declara a língua, desde 2016, como integrante do patrimônio histórico e cultural por meio da Lei Nº 1.001/2015.
A língua também é ensinada como parte do currículo obrigatório desde 2016 no município de Estância Velha, por meio de ação da Secretaria de Educação e Cultura (SEMEC) e em parceria com o município de Santa Maria do Herval. Os municípios de Treze Tílias e Nova Haartz também possuem ensino do hunsriqueano brasileiro como parte do currículo escolar obrigatório e estão em processo de aprovação da cooficialização da língua nos municípios.

## Nomenclatura e Codificação
Por não possuir inicialmente uma gramática oficial e por não ser regida por um ente centralizado, há uma pluralidadade quanto à nomenclatura utilizada para a língua. Adriano Steffler desenvolveu uma “Gramática do Hunsriqueano”, um “Dicionário do Hunsriqueano” e uma forma própria do alfabeto latino com 45 letras das quais 25 são tradicionais do alfabeto (porém, sem Q) e as demais 20 são outras letras não tradicionais do mesmo alfabeto e também do Cirílico, Armênio, Copta, e do Grego. A gramática desenvolvida por esse projeto não é aplicada atualmente em nenhum método de ensino ou iniciativa governamental, porém é tida como um dos primeiros esforços de padronização da língua.
Atualmente, a língua possui três propostas de codificação. A primeira, da Sociedade Internacional de Linguística, é liderada pela professora e doutora Ursula Wiesemann e possui uma aproximação mais voltada à escrita utilizada naturalmente por seus falantes nativos em ações cotidianas, como a interação interpessoal e a utilização de redes sociais. Com forte influência do alfabeto latim utilizado no português, possui o nome nativo de Hunsrik, com o objetivo de distinguí-la como língua germânica única e não apenas como um dialeto da lingua alemã. Esta codificação é aplicada no ensino das escolas municipais de Santa Maria do Herval, Estância Velha e Nova Hartz, bem como em outros municípios do Rio Grande do Sul. O nome hunsrik também pode ser utilizado de forma oficial para se referir à língua no português, sendo chamada oficialmente de "Lingua Hunsrik" pela maioria dos entes federativos que a reconhecem no Brasil. Exemplo da escrita com a ortografía da Linguísta Alemã Úrsula Wiesemann. A grafia traduzida para o português como "hunsrisqueano brasileiro" também é aceita pelo projeto, porém a preferência é pelo uso da anterior por gerar uma diferenciação mais clara da língua. Esta forma de escrita e a nomenclatura Hunsrik para o idioma tem sido amplamente utilizada por entidades civís, educacionais e religiosas no Brasil. Além disso, é a forma padrão de escrita e nomenclatura adotada no ensino do idioma em várias cidades onde o Hunsrik se tornou uma das línguas oficiais.
O segundo projeto de codificação, da Universidade Federal do Rio Grande do Sul, é liderado pelo doutor e professor Cléo Vilson Altenhofen e possui uma aproximação mais unionista com a língua alemã, caracterizando-se pela preservação da escrita do dialeto alemão hunsrückisch com poucas variações. Altenhoffen, também diz que 'o ensino de Hunsrückisch na escola é um tema complexo e depende da mobilização da comunidade (local e escolar) ... Mais preciso é, ao meu ver, defender que a “língua do aluno” merece e necessita de um espaço na escola'. Este projeto preconiza a grafia Hunsrückisch para se referir ao dialeto em sua forma nativa, sendo Hunsrickisch uma alternativa como forma de ressaltar a pronúncia da palavra. Ao mesmo tempo, o projeto declara que se refere à mesma língua denotada por Hunsrik em outros projetos e também a aceita como grafia. O termo Hunsrückisch também é utilizado oficialmente em declarações de alguns entes federativos. Para diferenciar o dialeto usado no Brasil daquele usado na Alemanha, Altenhofen denominou o dialeto brasileiro de Riograndenser Hunsrückisch (com referência ao estado do Rio Grande do Sul), ou hunsriqueano rio-grandense em português. Essa nomenclatura, porém, sofre críticas de outros estudiosos, uma vez que também há quantidades consideráveis de falantes nativos em outros estados brasileiros, bem como em outros países.
O terceiro projeto de codificação é liderado por Piter Kehoma Boll, nativo em Hunsrik, mestre em biologia e autodidata em linguística, é também muito próximo à codificação padrão da língua alemã e consiste na correção de problemas identificados em ambas codificações apresentadas anteriormente. Este projeto visa desenvolver uma ortografia própria mas também etimologicamente consistente do hunsrik, podendo ser utilizada por qualquer falante nativo de hunsrik, baseando-se nas formas em que estes o escreviam/escrevem e na codificação padrão da língua alemã, com adaptações. Piter costuma apresenta os termos Hunsriqueano (Riograndense), Hunsrückisch e Deitsch para a nomenclatura da língua. Este projeto é também um dos que contém o maior número de informações públicas e facilmente acessíveis acerca do ensino da língua.
Atualmente, a UNESCO utiliza oficialmente a grafia Hunsrik para se referir à língua em sua forma nativa, oficializada com esse nome após estudos da Ethnologue, ente de caráter consultivo oficial do organismo internacional e que tem suas publicações lideradas pela Sociedade Internacional de Linguística. A grafia Hunsrik também é utilizada pela Glottolog em sua base de dados bibliográfica das línguas menos conhecidas do mundo, catálogo do Instituto Max Planck de Antropologia Evolutiva. Outros órgãos internacionais que utilizam esta grafia nativa no reconhecimento do Hunsrik como língua são o Open Language Archives Community (OLAC) da Universidade da Pensilvânia e a Organização Internacional de Normalização, este último atribui o código hrx como ISO 639-3 para a Lingua Hunsrik. Em alguns municípios da região metropolitana de Porto Alegre, a língua também é chamada de Deitsch (Altenhofen) ou Taytx (Wiesemann), em uma clara referência às suas raízes no alemão padrão.

## Fonologia
O hunsrik é uma língua que está em contato com o português brasileiro ocorrendo um fenômeno chamado de diglossia, o que faz com que esta língua tenha influências do português e vice-versa.
Segue abaixo uma tabela com os fonemas das consoantes do dialeto. Os fonemas apresentados entre parêntesis não são nativos, mas oriundos de empréstimos linguísticos.
|             | Labial | Labial | Dental/ Alveolar | Dental/ Alveolar | Pós-alveolar | Pós-alveolar | Palatal | Palatal | Velar | Velar | Glotal | Glotal |
| ----------- | ------ | ------ | ---------------- | ---------------- | ------------ | ------------ | ------- | ------- | ----- | ----- | ------ | ------ |
| Nasal       | m      | m      | n                | n                |              |              | (ɲ~j̃)   | (ɲ~j̃)   | ŋ     | ŋ     |        |        |
| Oclusiva    | p      | pʰ     | t                | tʰ               |              |              |         |         | k     | kʰ    |        |        |
| Africada    | (p͡f)   | (p͡f)   | t͡s               | t͡s               | t͡ʃ           | t͡ʃ           |         |         |       |       |        |        |
| Fricativa   | f      | v      | s                | s                | ʃ            | ʃ            | ç       | ç       | x     | x     | h      | h      |
| Aproximante |        |        | l                | l                |              |              | j       | (ʎ~lʲ)  |       |       |        |        |
| Rótica      |        |        | r~ɾ              | r~ɾ              |              |              |         |         |       |       |        |        |

Quanto ao sistema vocálico do hunsrik, assim como em outras línguas germânicas, existe distinção entre vogais tensas e lassas, mas não possui as vogais anteriores arredondadas do alemão padrão /yː/, /ʏ/, /øː/ e /œ/. Segue abaixo uma tabela com os fonemas vocálicos.
|             | Anterior | Anterior | Central | Central | Posterior | Posterior |
| Curta       | Longa    | Curta    | Longa   | Curta   | Longa     |           |
| ----------- | -------- | -------- | ------- | ------- | --------- | --------- |
| Fechada     | i        | iː       |         |         | u         | uː        |
| Semifechada | e        | eː       |         |         | o         | oː        |
| Média       |          |          | ə       |         |           |           |
| Semiaberta  | ɛ        | ɛː       |         |         | ɔ         | ɔː        |
| Aberta      |          |          | a       | (aː)    |           |           |

Os ditongos fonêmicos do dialeto são /aɪ̯, ɔɪ̯, oɪ̯, uɪ̯, aʊ̯/.

### A Fonologia de acordo com Adriano Steffler
|               | Anterior | Anterior | Quase anterior | Quase anterior | Central | Central | Quase posterior | Quase posterior | Posterior | Posterior |
| Curta         | Longa    | Curta    | Longa          | Curta          | Longa   | Curta   | Longa           | Curta           | Longa     |           |
| ------------- | -------- | -------- | -------------- | -------------- | ------- | ------- | --------------- | --------------- | --------- | --------- |
| Fechada       | i        | iː       |                |                |         |         |                 |                 |           |           |
| Quase fechada |          |          | ɪ              | ɪː             |         |         | ʊ               | ʊː              |           |           |
| Semifechada   | e        | eː       |                |                |         |         |                 |                 | o         | oː        |
| Média         |          |          |                |                | ə       |         |                 |                 |           |           |
| Semiaberta    | ɛ        | ɛː       |                |                | ɞ       |         |                 |                 | ɔ         | ɔː        |
| Quase aberta  |          |          |                |                | ɐ       |         |                 |                 |           |           |
| Aberta        | a        | aː       |                |                |         |         |                 |                 | ɒ         | ɒː        |

|                  | Labial      | Labial   | Coronal      | Coronal | Dorsal | Dorsal | Glotal |
| Bilabial         | Labiodental | Alveolar | Pós-alveolar | Palatal | Velar  |        | Glotal |
| ---------------- | ----------- | -------- | ------------ | ------- | ------ | ------ | ------ |
| Oclusiva         | p b         |          |              | t d     |        | k g    | ʔ      |
| Nasal            | m           |          | n            |         | ɲ      | ŋ      |        |
| Fricativa        |             | f v      | s z          | ʃ ʒ     | ç ʝ    | x ɣ    | h ɦ    |
| Africada         |             |          |              | t͡ʃ      |        |        |        |
| Vibrante simples |             |          | ɾ            |         |        |        |        |
| Aproximante      |             | ʋ        |              |         | j      | w      |        |
| Lateral          |             |          | l            |         | ʎ      |        |        |

## Gramática

### Gênero
Assim como o alemão padrão, o hunsrik possui três gêneros: masculino (männlich), feminino (weiblich) e neutro (sechlich).
Diferente do português, onde a maioria dos substantivos terminados em -o é masculina e terminados em -a é feminina, um padrão assim não pode ser percebido em hunsrik. A única maneira segura de identificar o gênero de um substantivo é através do artigo que o acompanha, da mesma maneira como ocorre no alemão padrão.

#### Artigos definidos
- Masculino: där /tɛː/ (forma enfática), de /tə/ (forma átona, mais frequente)

de Mann /tə man/ – o homem
de Hund /tə hunt/ – o cão
de Leffel /tə ˈlefl̩/ – a colher
- Feminino: die /tiː/ (forma enfática), die /ti/ (forma átona, não distinta na escrita)

die Fraa /ti fɾɔː/ – a mulher
die Katz /ti kʰat͡s/ – o gato
die Gawel /ti ˈkaʊ̯l̩/ – o garfo
- Neutro: das /tas/ (forma enfática), das /tɐs~təs/ (forma átona, não distinta na escrita)

das Kind /tas kʰint/ – a criança
das Schof /tas ʃoːf/ – a ovelha
das Messer /tas ˈmesa/ – a faca

#### Artigos indefinidos
Diferente do artigo definido, que possui uma forma para cada gênero, para o artigo indefinido, as três formas a princípio são iguais:
- en Mann /n̩ man/ – um homem
- en Fraa /n̩ fɾɔː/ – uma mulher
- en Kind /n̩ kʰint/ – uma criança

Quando enfatizado, sua pronúncia torna-se /eːn/:
- en Mann /eːn man/ – um homem
- en Fraa /eːn fɾɔː/ – uma mulher
- en Kind /eːn kʰint/ – uma criança[51]

### Plural
Assim como no alemão, os três gêneros do hunsrik são indistintos, comportando-se como se fossem um gênero só. O artigo definido do plural é die.
- de Mann > die Menner
- die Fraa > die Fraae
- das Kind > die Kinner

Devido a isso, quando levamos em conta questões de declinação, podemos considerar o hunsrik como apresentando quatro gêneros: masculino, feminino, neutro e plural.

#### Passando os substantivos para o plural
A regra para passar um substantivo do singular para o plural é: caos, não há uma regra específica!
Sim, é similar ao que vemos com o alemão. Não existe nenhuma maneira de saber ao certo, apenas pela palavra, como sua forma no plural será. Mesmo assim, veremos os tipos de mudanças que podem acontecer:
1. Não ocorre mudança: a forma no singular e no plural é a mesma. Essa (falta de) mudança é comum em substantivos masculinos e neutros e praticamente inexistente em substantivos femininos:
- das Been > die Been (perna, pernas)
- das Zeich > die Zeich (roupa, roupas)
- das Wachs > die Wachs (cera, ceras)
- de Bauer > die Bauer (fazendeiro, fazendeiros)
- de Wind > die Wind (vento, ventos)
- die Familie > die Familie (família, famílias)

2. Acrescenta-se uma terminação -e. Essa mudança é comum em substantivos femininos, sendo na verdade a regra para a grande maioria deles, e é pouco frequente em substantivos masculinos e neutros, mas não completamente inexistente:
- die Fraa > die Fraae (mulher, mulheres)
- die Katz > die Katze (gato, gatos)
- die Äerd > die Äerde (terra, terras)
- die Beer > die Beere (“berry”, “berries”)
- de Aff > die Affe (macaco, macacos)
- das Bapier > die Bapiere (papel, papéis)

Obs.: Se a palavra terminar em -er ou -el precedido de qualquer letra que não E ou I, o acréscimo do -e final remove o -e anterior:
- die Sichel > die Sichle (foice, foices)
- die Schwesder > die Schwesdre (irmã, irmãs)

3. Acrescenta-se uma terminação -er. Essa mudança é encontrada somente em substantivos neutros.
- das Kind > die Kinner (criança, crianças)
- das Bett > die Better (cama, camas)
- das Eu > die Euer (ovo, ovos)
- das Bild > die Bilder (figura, figuras)

4. Ocorre o fenômeno de Umlaut: a vogal na raiz da palavra é alterada para uma vogal anterior. Se a vogal for O, vai sempre ser alterada para E; se for U, sempre para I… Agora se ela for A, pode se tornar E ou Ä, sendo que Ä ocorre caso o A seja seguido de um R mudo… O ditongo AU também muda para EI. Não ocorre em substantivos neutros.
- de Baam > die Beem (árvore, árvores)
- de Fatter > die Fetter (pai, pais)
- de Gaarte > die Gäärte (jardim, jardins)
- de Zugh > die Zigh (trem, trens)
- die Mutter > die Mitter (mãe, mães)
- die Brust > die Brist (peito, peitos)
- die Braut > die Breit (noiva, noivas)

5. Umlaut + acréscimo de -er. É comum em substantivos masculinos e neutros e não ocorre em femininos.
de Mann > die Menner (homem, homens)
- de Dach > die Decher (telhado, telhados)
- das Buch > die Bicher (livro, livros)
- das Daal > die Deeler (vale, vales)
- das Glaas > die Gleeser (copo, copos)

6. Acrésimo de -s em algumas palavras emprestadas do português ou outras línguas.
- das Auto > die Autos (carro, carros)
- de Amigo > die Amigos (amigo, amigos)

7. A terminação -a é trocada por -e. É rara.
- die Soja > die Soje (soja, sojas)
- die Pillia > die Pillie (pilha, pilhas)

Algumas palavras possuem mais de uma forma possível para o plural, sendo uma mais conservadora, mas menos frequente, e outra mais comum. Exemplos:
- de Aarem > die Äärem, Aarme (braço, braços)
- die Wand > die Wend, Wanne (parede, paredes)
- die Ax > die Ex, Axe (machado, machados)

Existem também alguns poucos plurais irregulares. As palavras mais comuns que os apresentam são:
- das Blaat > die Bletter (folha, folhas)
- das Raat > die Retter (roda, rodas)[52]

## Estudos linguísticos
Em vista das diferenças entre o dialeto falado na Europa e o que é praticado no sul do Brasil, em 1996, Cléo Altenhofen cunhou o termo Riograndenser Hunsrückisch para a versão usada no Rio Grande do Sul. Obviamente a forma brasileira do dialeto foi muito influenciada pelas novas fauna, flora e pelo novo idioma nacional no qual foi inserida. Muito embora em menor escala, direta ou indiretamente, o hunsriqueano também foi influenciado por outros idiomas minoritários presentes a seu redor (i.e. Talian, em situações de convivência, mbyá-guaraní através do português, etc.). O fato de o hunsriqueano ter surgido numa região da fronteira da Alemanha com a França, ao se analisar cuidadosamente o seu vocabulário (por exemplo, palavras como pêssego, envelope, retorno), pode-se perceber que o dialeto sofreu influência também da língua francesa.
Não existem estatísticas precisas quanto ao número de pessoas que consideram o hunsriqueano sua língua materna ou que são fluentes ou mesmo que conseguem se comunicar nessa língua em algum grau de fluência, mas as estimativas estão na casa dos milhões. Note-se que a vasta maioria dos falantes do hunsriqueano no Brasil é fluente em português, devido a isso, em muitos casos, o hunsriqueano não costuma ser utilizado fora do lar ou fora de suas comunidades.
Foi declarado patrimônio línguístico do Rio Grande do Sul. É a língua co-oficial do município de Antônio Carlos (em Santa Catarina), e está atualmente em fase de oficialização em Santa Maria do Herval (no Rio Grande do Sul).

## Obras literárias em Hunsrik
Ao longo dos anos, principalmente após o trabalho feito pela Linguísta Alemã Úrsula Wiesemann, o idioma Hunsrik tem tido um florecimento no que tange a obras impressas, como livros, revistas, websites e artigos de jornal. As primeiras obras literárias valiam-se de uma grafia e gramática, geralmente baseada no Alemão Padrão. Nos últimos 10 anos, porém, com a padronização da grafia, novas e importantes obras tem surgido.
- Naye Testamënt Tswaayxproochich[59], Novo Testamento Bilíngue em Hunsrik e Português. Publicado em novembro de 2022 pela SBB, contém todos os livros do Novo Testamento traduzidos da Nova Tradução na Linguagem de Hoje para o Hunsrik (utilizando a grafia proposta pela línguista alemã Úrsula Wiesemann).

## Amostra de texto
- Ti kanzэ mɛnӡэ sɛn fraaj ʊn dэselviч in eeriчceed’ ʊn reчtэ gэpooȓ. Ti hɑn faʃtand’ ʊn gэtaŋgэ’n solэ eenэ my’m anrэ my’n kajst fωn priidȓliчceet um-keen.

Todos seres humanos nascem livres e iguais em dignidade e direitos. Eles são dotados de razão e consciência e devem agir uns em relação aos outros num espírito de fraternidade. (Artigo 1º da Declaração Universal dos Direitos Humanos)
- Ti Tswɑɑj Froӡэ

In’ən ɑɑriψэ hajzэ sωmȓ vɑɑ’n tiiʋэ sump aws-gэtrugənt, ʊn’i froӡэ vu pis tan in’əm trɛn gэvoont gэhat harэ, mustэ fa’n anȓ voon-plats hin-maϫэ. Tswɑɑj fωn tɛnэ sɛn iviч yyrэ lɑɑʋэraaj ɑn’ən tiiʋэ prunэ hin-cωm, vu nωx vazȓ trɛn-vɑɑ. “Oo! Kuk mo tωt!”, hot’ti een gэruuf. “Favas solэ’ma vajdȓ-keen? Vωm’ma hiirɛn-hupsэ!” “Vɑɑt mo!”, hot’ti anȓ gэanʋot. “Rɛn-cωmэ is vɛrkliч ωntliч lajчt, ava vɛn’dэ prunэ ɑɑx aws-trugənt, vi vils’tэ’n nωmo raws-cωmэ?” Vas’ta hajt heləft, can’da mojэ ʃɑɑdэ-tuun, todэveeψэ tɛŋk trivanoo, eps’tэ vas miчst.
Alemão Padrão
Zwei Frösche
In einem außerordentlich heißen Sommer war ein tiefer Sumpf ausgetrocknet und die Frösche, die bisherigen Bewohner desselben, mußten sich nach einem andern Wohnort umsehen. Zwei derselben kamen auf ihrer Wanderschaft zu einem tiefen Brunnen, worin es noch Wasser gab. »Ei! Sieh da!« rief der eine. »Warum wollen wir weitergehen? Laß uns hier hinunterhüpfen!« »Halt!« antwortete der andere, »das Hinunterkommen ist zwar ganz leicht, aber wenn auch der Brunnen eintrocknet, wie willst du dann wieder herauskommen?« Was dir heute nutzt, das kann dir morgen schaden, darum denke nach, bevor du handelst.
Português
Os dois sapos
Dois sapos moravam na mesma piscina. Quando a piscina secou sob o calor do verão, eles saíram e partiram juntos para outra casa. À medida que avançavam, passavam por um poço profundo, cheio de água, e quando o viram, um dos Sapos disse ao outro: "Vamos descer e fazer a nossa morada neste poço: ele nos fornecerá abrigo E comida. "O outro respondeu com maior cautela:" Mas suponha que a água nos falhe. Como podemos sair de tão grande profundidade? "Não faça nada sem uma consideração pelas consequências.

## Glossário (mostrando principalmente empréstimos do português)
Aibi m. (Pomerode)
(indio „aipim“) BOT Maniok.
Aipi m. (Santa Catarina)
(indio „aipim“) BOT Manioka (landwirtschaftlich genutzter Maniok). Ich habe in der Früh das Vieh versorgt und bin gleich in die Roça* capienen*. Mein Mann hat den Mato* gefoiçt*, denn wir wollen viel Aipi pflanzen…: am frühen Morgen habe ich das Vieh versorgt und bin gleich auf unser Land jäten gegangen, mein Mann hat das unterholz weggehackt, denn wir wollen viel Manioka pflanzen…
(Die Pflanze, deren schmackhafte Wurzel die Indios entdeckten und Aipim nannten. Aipi nährt Menschen, Schweine, Kühe, Aipi gibt Sago, Tapioca, Kleister, Mehl, Aipi kann vergoren werden, es ist die Lebensgrundlage des deutschen Kolonisten, so wie es drüben in Afrika die ungeheure Vermehrung der Einheimischen und letztlich ihre Befreiung ermöglichte.)
alles gut? oder alles Gute? interrog. (Süd-Brasilien)
(wortwörtl. Übersetz. aus dem bras. Port. „tudo bem?“) Wie geht's?
Aviong [ɑˈvjɔŋ] subst. (Süd-Brasilien)
(bras. Port. „avião“) Flugzeug.
Balaie f. (Santa Catarina)
Kleine Balaie: Papierkorb.
(Das standarddeutsche Wort Papierkorb existiert in den brasilianischen Dialekten nicht. Ginge man zu einem Korbflechter und fragte nach einem Papierkorb, würde dieser erstaunt entgegnen, dass diese nicht lange halten würden und das man hier Körbe aus Weidenruten mache. Die Dialekte spiegeln das Leben und ändern sich mit ihr; Wörter der alten Heimat verlieren ihre Bedeutung.)
Barranke   f.  (Santa Catarina)
(bras. Port. „barranca“) Abhang. Man hatte keine richtigen Öfen, um aus Maismehl und Carafrüchten Brot zu backen, so machte man eine tiefe Öffnung in die Barranke und oben einen Abzug, und wenn man vorher tüchtig Wald* geschlagen hatte, so schmeckte so ein Brot schon richtig!
Barrankenhucker   m.  (Santa Catarina)
(bras. Port. „barranca“) Abwertende Bezeichnung für die Eingeborenen Brasiliens. (s. Kabokler, Rappelschwanz, Blauer.)
bass   adv. u. adj.  (Santa Catarina)
1. adv. Sehr, ungemein. Bass erstaunt, verwundert, befremdet, gekränkt sein. Bass erschrecken; sich bass wundern, freuen. Der bass erstaunte Zeuge. 2. adj. [selten] Stark, groß. In basse Verwunderung aber fielen die Leute[...]. 3. adv. Besser. Er tat sich bass hervor.
Bast   subst.  (Pomerode)
(bras. Port. „pasto“) Weide.
Bischo   subst.  (Santa Catarina)
(bras. Port. „bicho“) Jedwedes Tier; Viech(er).
(Im brasilianischen Portugiesisch bezeichnet das Wort bicho [ˈbiʃo] so ziemlich jedes Tier, vom Sandfloh über Schlange zum Bandwurm.)
Bischopulver   s.  (Santa Catarina)
(bras. Port. „bicho“) Insektenpulver.
Blauer   m.  (Santa Catarina)
Abwertende Bezeichnung für einen ganz dunkelhäutigen afrikanischstämmigen Brasilianer. (s. Kabokler, Barrankenhucker, Rappelschwanz.)
botschen   v.  (Santa Catarina)
(ital. „boccia“) Boccia spielen. Wir gehen botschen.
(Boccia [ˈbɔtʃa] „Kugel“ ist ein ital. Rasenspiel, bei dem eine Kugel mit anderen Kugeln getroffen werden muss. Dieses Spiel ist auch in Deutschland bekannt und manchenorts wird das Wort synonym zum französischem Boules verwendet.)
brigen [ˈbriʒən]  v.  (Süd-Brasilien)
(bras. Port. brigar „streiten, kämpfen“) Kämpfen, balgen, raufen; kabbeln. Die Gurien* brigen in dem Potrier*.
Buger   subst.  (Santa Catarina)
(bras. Port. „bugre“) Indianer. Bugerstraße
Cachaça [kaˈʃasa]   subst.  (Santa Catarina)
(Brasilianismus) Zuckerrohrschnaps. Nach dem Botschen* gehen wir in die Wende*, trinken Cachaça und essen einen Churrasco*, und wenn gerade Domingueira* ist, tanzen wir.
Canecachen   subst.  (Süd-Brasilien)
(bras. Port. „caneca“ und des dt. Dimin. –chen.) Kleiner Bierkrug; Gläschen Bier vom Fass; Bierchen vom Fass.
capienen [kaˈpi:nən]   v.  (Santa Catarina)
(bras. Port. „capim“) Jäten. Ich habe in der Früh das Vieh versorgt und bin gleich in die Roça* capienen*. Mein Mann hat den Mato* gefoiçt*, denn wir wollen viel Aipi* pflanzen…
(Capim bedeutet in Brasilien „Gras, Unkraut“)
chegen [ˈʃeʒən]   v.  (Süd-Brasilien)
(bras. Port. „chegar“) Redew. Es chegt!: es reicht!, das genügt!, das langt aber!
Chimia [ʃiˈmi.a]   s.  (Süd-Brasilien)
Brotmarmelade.
(Chimia gebildet aus dem deutschen „schmieren“)
Churrasco [ʃuˈrasko]   subst.  (Santa Catarina)
(Brasilianismus) Spiessbraten, gegrilltes Fleisch. Nach dem Botschen* gehen wir in die Wende*, trinken Cachaça* und essen einen Churrasco, und wenn gerade Domingueira* ist, tanzen wir.
chuven [ˈʃuvən]   v.  (Süd-Brasilien)
(port. chover „regnen“ oder chuva „Regen“) Regnen. Mariechen, mach die janela* zu, es chuvt [Mariazinha, feche a janela, está chovendo]. (s. rehnen.)
Cuca   m.  (Süd-Brasilien)
Adaption des Streuselkuchens.
das   pron. impers.  (Batinga)
Es. Das rehnt*: es regnet.
Delecoda Delegado
Domingueira oder Domingeira [dominˈgɛɾa]   subst.  (Santa Catarina)
(Brasilianismus) Sonntägliche Tanzveranstalung. Nach dem Botschen* gehen wir in die Wende*, trinken Cachaça* und essen einen Churrasco*, und wenn gerade Domingueira ist, tanzen wir.
Fakong [faˈkɔŋ]   subst.  (Süd-Brasilien)
(bras. Port. „facão“) Großes Messer.
Fleischtag   m.  (Süd-Brasilien)
(donauschwäbisch) veraltet Dienstag, Donnerstag, Sonntag.
Foiça [ˈfɔʏ̯sa]   f.  (Santa Catarina)
(Brasilianismus) Gewichtige Sichel mit schwerem Holzstiel.
foiçen [ˈfɔʏ̯sən]   v.  (Santa Catarina)
(bras. Port. „foiça“) Sicheln, (ab-, weg-)hacken. Ich habe in der Früh das Vieh versorgt und bin gleich in die Roça* capienen*. Mein Mann hat den Mato* gefoiçt, denn wir wollen viel Aipi* pflanzen…
Goud oder Goudu   subst.  (Süd-Brasilien)
(donauschwäbisch) veraltet Pate, Patin.
(In Deutschland noch landsch. Gote, Gode.)
Guri oder Gurie   subst.  (Süd-Brasilien)
(Kreolwort aus dem Tupi-Guarani) Junge. Die Gurien brigen* in dem Potrier*.
Hefami   w.  (Süd-Brasilien)
(donauschwäbisch) Hebamme.
Janela [ʒaˈnɛla]   w.  (Süd-Brasilien)
(Brasilianismus) Fenster(laden). Mariechen, mach die janela zu, es chuvt* [Mariazinha, feche a janela, está chovendo].
Kabokler   m.  (Santa Catarina)
(bras. Port. „caboclo“) 1. [veraltet] Mischling aus Indios und Europäern. 2. Eingeborener. So ein Rancho*, wo Kabokler wohnen.
(Da die besitzlose Landbevölkerung im Landinnern außer Portugiesen, Spaniern, Polen und Arabern oft Afrikaner unter den Vorfahren zählt, wurde dieses Wort caboclo „Landarbeiter; Mestize“ die Bezeichnung für den Eingeborenen im allgemeinen, wenn ihn der Kolonist nicht lieber „Rappelschwanz“, „Barrankenhucker“ oder, wenn er ein wenig dunkler ist, einen „Blauen“ nennt.)
Kamion [kaˈmjɔŋ] oder Kamiong   subst.  (Süd-Brasilien)
(port. „caminhão“) Lastwagen.
Kerb   w.  (Süd-Brasilien)
Rummel.
(Ursprünglich ein Kirchenfest; dem deutschen Gebrauch von Kirmes ähnelnd. Vgl. das deutsche WortKirbe)
Kuje   m.  (Santa Catarina)
(bras. Port. „cuja“) Kürbis, der in der Form einer Weinflasche wächst. „Eh“, rufe ich, „a-eh, wollen Sie mir einen Gefallen tun? A-eh! Ich will einen Schluck Wasser!“ - und dann warte ich wieder. „Warte nur“, ruft jemand. Eine Alte mit heiserer Stimme. „Der Chico bringt dir Wasser!“ Und tatsächlich! Aus dem Rancho* kommt ein Makake* mit einer Kuje.
(Die trockene, harte Schale dieser Kürbisart gibt Teller für Reis und Bohnen, Becher für Matetee, und der ganze Hausrat rankt im Frühjahr am ersten besten Baum neben dem Haus empor.)
lembrieren
(port. lembrar) erinnern
Lóde/Laade   m.  (Batinga)
Fenster(laden). Marieche, mach der lóde zu, das* rehnt*.
Luftschiff   s.  (Süd-Brasilien)
Flugzeug. (s. Aviong.)
Makake oder Miko   m.  (Santa Catarina)
(port. „macaco“) Affe. Und tatsächlich! Aus dem Rancho* kommt ein Makake mit einer Kuje*.
Mato   m.  (Santa Catarina)
(Brasilianismus) Gebüsch, Unterholz; Wildnis. Ich habe in der Früh das Vieh versorgt und bin gleich in die Roça* capienen*. Mein Mann hat den Mato gefoiçt*, denn wir wollen viel Aipi* pflanzen… - Da reite ich nach Weihnachten los, in der größten Hitze, weil die Tage am längsten sind, und bin auf halbem Wege. Immer durch den Mato. Ich habe Durst, und - verflucht! - meine Flasche ist leer.
(Mato ist das "Gestrüpp", das so riesige Gebiete bedeckt, dass ein ganzer Bundesstaat Brasiliens Mato Grosso danach benannt wurde.)
Milhe   subst.  (Süd-Brasilien)
(port. „milho“) Mais.
Milhebrot [mi(l)jɛˈbrot] oder Michabrot [miçaˈbrot], (selten) [mixaˈbrot]   subst.  (Süd-Brasilien)
(port. „pão de milho“, „broa de milho“) Maisbrot.
Milhobrot [miljoˈbrot]   subst.  (Süd-Brasilien)
(port. „pão de milho“, „broa de milho“) Brot aus Kartoffeln, das dem Maisbrot ähnelt.
mit   präp.  (Süd-Brasilien)
(bras. port. Konst. Verb + „com“) (Verb +) mit: (Verb +) von, bei. Träumen mit (sonhar com), träumen von. Bleiben mit dir (ficar com você), bleiben bei dir. heiraten mit
namorieren   v.  (Süd-Brasilien)
(bras. Port. „namorar“) Flirten.
Pale   subst.  (Süd-Brasilien)
(bras. Port. „bala“) Bonbon.
Phätr   subst.  (Süd-Brasilien)
(donauschwäbisch) veraltet Cousin, Vetter.
Potrier oder Potreer   m.  (Süd-Brasilien)
(port. „potreiro“) Stall. Die Gurien* brigen* in dem Potrier.
Rancho [ˈranʃo]  m.  (Santa Catarina)
(Brasilianismus) Kleiner Schuppen. Es war vor dreißig Jahren - so wahr ich lebe - damals, als wir hier angefangen haben. Wenn man da eine Kuh kaufen wollte, musste man weit, bis auf das Kampland hinauf. Dort waren die Pinienwälder schon geschlagen, alles war Weideland mit Vieh, oft zweitausend Stück auf einer Fazenda. Zurück musste man das Vieh treiben, Straßen gab es keine, nur Pikaden durch den Wald, Schneisen. In dem einen Stiefelschacht hatte man das Geld, im anderen den Revolver und zur Sicherheit noch einen im Gürtel. Das war kein Spaß, so wahr ich lebe. Da reite ich nach Weihnachten los, in der größten Hitze, weil die Tage am längsten sind, und bin auf halbem Wege. Immer durch den Mato*. Ich habe Durst, und - verflucht! - meine Flasche ist leer. Dort, wo man Glück hat, wenn man alle zwei Stunden eine Hütte sieht! Nun, ich habe Glück, da steht eine. So ein Rancho, wo Kabokler* wohnen. Wissen Sie, was die sagen? „Wenn die Arbeit was Gutes wäre, hätten sie die Reichen für sich vorbehalten.“
(Auf Port. bedeutet rancho „Bauernhof, Besitzung, Gut, Landgut“)
Rappelschwanz   m.  (Santa Catarina)
s. Kabokler.
rehnen oder rinnen   v.  (Batinga)
Regnen. Marieche, mach der lóde* zu, das* rehnt.
respondieren
(port. responder) antworten
Roça [ˈrɔsa] oder Rossa   f.  (Santa Catarina)
(Brasilianismus) Feld; Waldrodung. Ich habe in der Früh das Vieh versorgt und bin gleich in die Roça [= auf unser Land] capienen*. Mein Mann hat den Mato* gefoiçt*, denn wir wollen viel Aipi* pflanzen…
Scharke   subst.  (Santa Catarina)
(port. „charque“) Trockenes, salziges Dörrfleisch. Ich sage: „Danke, excellenzia, ich danke, verehrter Herr“ und trinke. Man bekommt nicht überall so ein klares, reines Brunnenwasser. Und dann denke ich: Ob nicht die Leute einen Happen zum Essen haben? Vielleicht haben sie auch schwarze Bohnen für gutes Geld. Ich rufe also wieder: „A-eh! Habt ihr was zu essen? Ich zahle!“ Die Alte mit der krächzenden Stimme ruft: „Nein! Ich kann dir nichts geben!“ Ich frage: „Nichts?“ Die Alte: „Ist niemand zu Haus!“ „Donnerwetter“, sage ich, „die Dumme! Fällt ihr keine bessere Ausrede ein?“ Ich rufe: „Ich will zahlen! Kann auch ein Stück Scharke sein!“
Schuhloja [ʃuˈlɔʒa]   subst.  (Süd-Brasilien)
(bras. Port. „loja de sapatos“) Schuhgeschäft, Schuhladen.
sentachen [sɛnˈtaçən]   v.  (Rio Grande do Sul)
(aus port. „sentar“ und dt. Verkl -chen.) [verniedlichend] Sitzen.
(Im Riograndenser Hundsrückisch hat sich die bras. Eigenheit des häufigen Gebrauchs der Verkleinerungssilben, angereichert mit port. Wendung, wie Liebchen, Schönchen durchgesetzt.)
Sindikat
(port. sindicato) Gewerkschaft, Syndikat
Vergaffen   s.  (Süd-Brasilien)
(donauschwäbisch) (nach dem Volksglauben, während der Schwangerschaft) Darunter war das Versehen zu verstehen: Kinder bekamen ein bestimmtes Merkmal an ihre Körper, wenn die Mütter Gegenstände, Tiere oder Menschen, die ihnen einen Schrecken einjagten, ansahen. Wenn die Schwangere etwas intensiv wünschte, sich bei dem Denken an diesen Wunsch an einer bestimmten Körperstelle angriff, konnte dieses Gewünschte am Körper des Kindes später sichtbar sein.
Wald   m.  (Santa Catarina)
1. [elliptisch] Stück Wald. 2. Holz; Bäume. Wir haben tüchtig Wald geschlagen.
Wende   f.  (Santa Catarina)
(bras. Port. „venda“) Geschäft. Nach dem Botschen* gehen wir in die Wende, trinken Cachaça* und essen einen Churrasco*, und wenn gerade Domingueira* ist, tanzen wir.